# Sweet Home Alabama
| Оценки критиков | Оценки критиков |
| Источник        | Оценка          |
| --------------- | --------------- |
| AllMusic        | Без оценки      |

«Sweet Home Alabama» — песня группы Lynyrd Skynyrd с её второго студийного альбома Second Helping (1974 год).

## Описание
Песня восхваляет «Милый дом Алабама, где небеса такие голубые» (при том что авторы песни не из этого штата — Ронни Ван Зант из Флориды, а Эд Кинг из Калифорнии), а в широком смысле — весь Американский Юг и его жителей с их специфической ментальностью.
Сайт Songfacts пишет про песню:
Часть стихов этой песни являются уколами в сторону Нила Янга:
Надеюсь, Нил Янг запомнит:

Южанину он вообще не нужен
I hope Neil Young will remember
A southern man don't need him around anyhow

Янг [к тому времени] написал песни как «Southern Man» («Южный человек») и «Alabama» («Алабама»), в которых получалось, что люди на американском Юге расисты и застряли в прошлом. Lynyrd Skynyrd ответил [песней] «Sweet Home Alabama», песней о южной гордости и обо всём хорошем в Алабаме.

Также много споров вызывает следующий куплет песни, начинающийся со слов:
In Birmingham they love the governor, (boo! boo! boo!)

Now we all did what we could do
(«В Бирмингеме они (южные люди) любят губернатора. Теперь мы сделали всё, что могли»).
Губернатором Алабамы незадолго до записи песни был в очередной раз избран Джордж Уоллес, имевший репутацию реакционера и расиста. В связи с этим данные строчки в зависимости от симпатий или антипатий толкователя могли быть истолкованы, как похвала свободолюбивым алабамцам, сделавшим свой выбор несмотря на нападки на их кандидата со стороны «северных либералов» (в их сторону явно направлен сарказм следующих строк: «Меня Уотергейт не волнует, а вот что ты думаешь по этому поводу?» — в смысле, что их северные политики во всяком случае не лучше), либо наоборот как ирония в их адрес (а в строчке «Мы сделали что могли» усматривается даже намёк на покушение на Уоллеса в 1972 году, в результате которого он был парализован). Сам Ван Зант заявлял, что с Уоллесом у него «мало общего» (особенно из-за его отношения к чернокожим), и настроен автор по отношению к нему критически, о чём говорит тройное неодобрительное «бу!» в его песне после слов о губернаторе.
В США песня достигла 8 места в «горячей сотне» журнала «Билборд» (Billboard Hot 100).
В 2004 году журнал Rolling Stone поместил песню «Sweet Home Alabama» в исполнении группы Lynyrd Skynyrd на 396 место своего списка «500 величайших песен всех времён». В списке 2011 года песня находится на 465 месте.
В 2009 году оригинальный сингл группы Lynyrd Skynyrd с этой песней (вышедший в 1974 году на лейбле Sounds Of The South / MCA Records) был принят в Зал славы премии «Грэмми».
Кроме того, песня «Sweet Home Alabama» в исполнении группы Lynyrd Skynyrd вместе с ещё одной её песней — «Free Bird» — входит в составленный Залом славы рок-н-ролла список 500 Songs That Shaped Rock and Roll.
Фрагмент звучит в фильме 2005 года «Сахара», а также в фильмах «Форрест Гамп», «8 Миля» и «Воздушная тюрьма».